# Iolanda Paleóloga de Monferrato
Iolanda Paleóloga de Monferrato (em italiano:  Violante; Moncalvo, junho de 1318 — Chambéry, 24 de dezembro de 1342) foi condessa consorte de Saboia, Aosta e Maurienne pelo seu casamento com Aimão de Saboia.

## Família
Iolanda foi a única filha, segunda e última criança nascida do marquês Teodoro I de Monferrato e de Argentina Spinola. Os seus avós paternos eram o imperador bizantino, Andrónico II Paleólogo e sua segunda esposa, Irene de Monferrato, também chamada de Iolanda. Os seus avós maternos eram Opicino Spinola, Capitão do Povo da República de Gênova e Iolanda de Saluzzo.
Ela teve um irmão mais velho, João II de Monferrato, marido de Isabel de Maiorca.

## Biografia
Aos onze anos de idade, Iolanda casou-se com o conde Aimão, de trinta e oito, no dia 1 de maio de 1330, em Casale. Ele era filho de Amadeu V de Saboia e de Sibila de Bâgé. O casamento foi arranjado para selar a paz alcançada recentemente entre a família Monferrato e os condes de Saboia, com a condição de que os Saboia sucederiam a Marca de Monferrato se houvesse a extinção da linhagem masculina da Dinastia paleóloga.
Durante os primeiros quatro anos de casamento, Iolanda não engravidou, apesar de o casal ter feito orações, peregrinações e trabalhos de caridade. Finalmente, após visitar o santuário da Virgem Maria em Bourg-en-Bresse, ela conseguiu engravidar em 1334.
Após o nascimento de Amadeu, a condessa retornou ao local levando consigo presentes de ação de graças, e mais uma vez concebeu uma criança. 
A condessa adoeceu e faleceu durante o parto de seu quinto filho, aos 24 anos de idade, no dia 24 de dezembro de 1342, e foi enterrada numa capela na Abadia de Hautecombe. 

## Descendência
- Amadeu VI de Saboia (4 de janeiro de 1334 – 1 de março de 1383), sucessor do pai. Foi marido de Bona de Bourbon, com quem teve três filhos. Também teve filhos ilegítimos com suas três amantes;
- Branca de Saboia (1335 – 31 de dezembro de 1387), foi esposa de Galeácio II Visconti, senhor de Milão, com quem teve três filhos;
- João de Saboia (setembro de 1338 - 1345);
- Catarina de Saboia (1342 – antes de 11 de junho de 1343);
- Luís de Saboia (n. e m. 24 de dezembro de 1342).